# God's Own Country
God's Own Country är en brittisk dramafilm från 2017 regisserad av Francis Lee och huvudrollerna spelas av Josh O'Connor och Alec Secareanu. Filmen handlar om en ung homosexuell fårbonde i Yorkshire vars liv förändras då en rumänsk säsongsarbetare börjar på gården. Filmen vann bl.a. en Teddy Award av tidningen Männers läsare. Filmen hade premiär på svenska biografer 24 november 2017.

## Roller
- Josh O'Connor - Johnny Saxby
- Alec Secareanu - Gheorghe Ionescu
- Ian Hart - Martin Saxby
- Gemma Jones - Deidre Saxby